# Александер Копач
Александер Копач (англ. Alexander Kopacz) — канадський бобслеїст, олімпійський чемпіон. 
Золоту олімпійську медаль на звання олімпійського чемпіона Копач виборов на Пхьончханській олімпіаді 2018 року в змаганнях на бобах-двійках, в яких канадська пара Кріппс/Копач розділила перше місце з німецькою парою Фрідріх/Маргіс.

## Зовнішні посилання
- Досьє на сайті IBSF [Архівовано 29 березня 2018 у Wayback Machine.]

## Виноски
1. 1 2  https://www.olympic.org/pyeongchang-2018/results/en/bobsleigh/athlete-profile-n3025496-alexander-kopacz.htm
2. ↑  Hoffman R. LinkedIn — 2003.
3. ↑  Two-man results (PDF). Архів оригіналу (PDF) за 19 лютого 2018. Процитовано 19 березня 2018. [Архівовано 2018-02-19 у Wayback Machine.]